# Sma (azienda)
Sma (acronimo di SuperMercati Alimentari) è stata un'insegna italiana di grande distribuzione organizzata.

## Storia

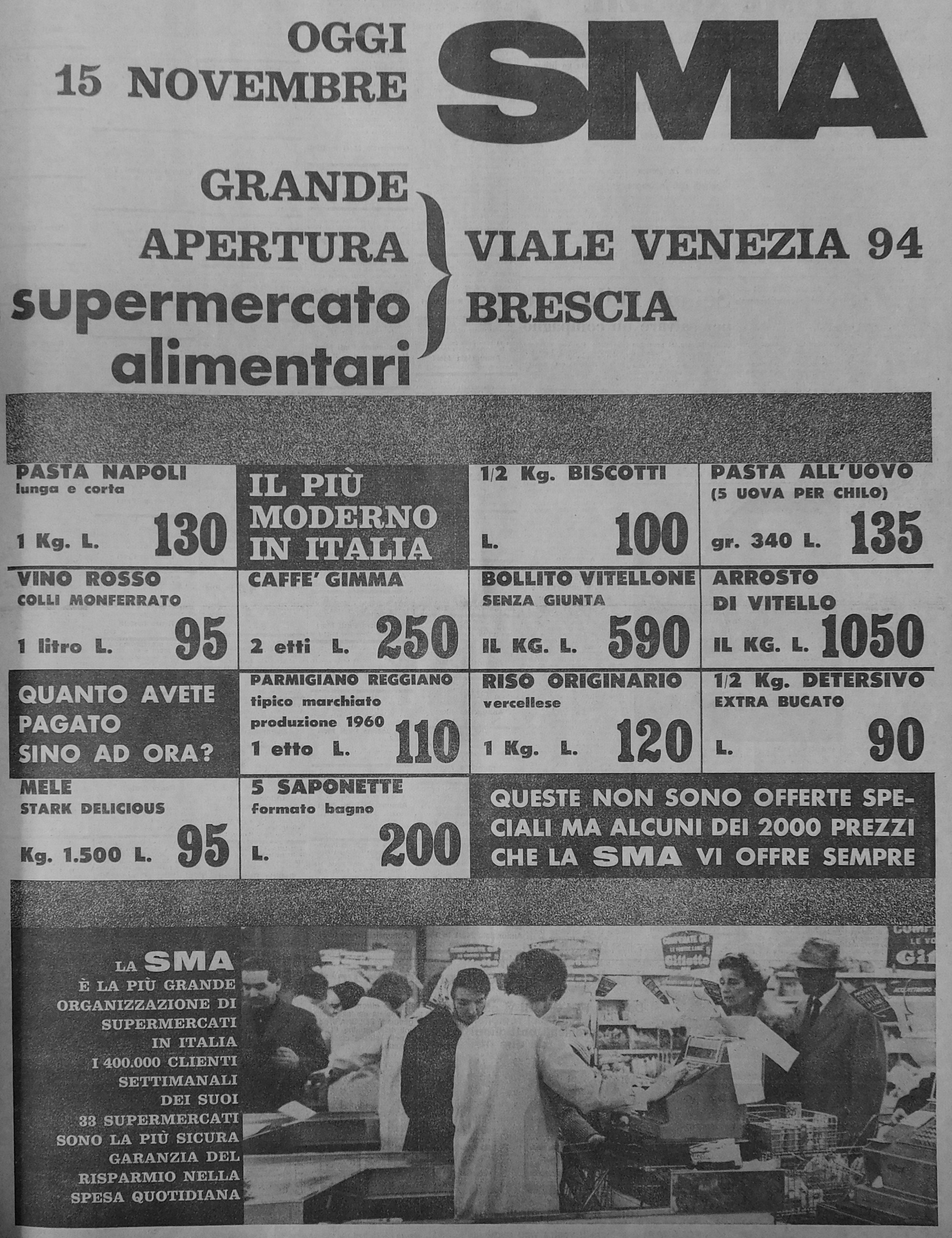
Volantino dell'apertura di un supermercato SMA nel 1962

La Rinascente nel maggio 1959 acquisì la Supermercato S.p.A., proprietaria di sei supermercati a Roma e nel dicembre 1960 rilevò la Ses, che operava con quattro supermercati a Milano. A seguito di queste operazioni nel 1961 nacque la Società Supermercati Alimentari con lo slogan "La spesa si fa con il carrello".
Strategia del gruppo, per contrastare la concorrente Standa-Montedison, era quella di aprire solitamente supermercati Sma nelle stesse strutture dei magazzini UPIM.
Dopo dieci anni di attività, nel 1970 i supermercati a insegna Sma arrivarono a 54 unità, con una forte espansione soprattutto in Lombardia e nel Lazio. L'azienda continuò così a crescere anche attraverso alcune acquisizioni strategiche come il Gruppo Sigros nel 1988 insieme alla Sivad, il Gruppo Migliarini nel 1995 e la Colmark-Bernardi nel 1998.
Nel 1993 venne aperto il primo superstore a Milano in piazza Amati, mentre nel 1995 venne inaugurato il primo SMA SuperDiscount a Seregno.
Nel 2004 la Rinascente cedette poi la proprietà al gruppo francese Auchan che creò il gruppo Sma-Auchan, poi suddiviso in Sma S.p.A. e Auchan S.p.A., ma sempre facenti parte della stessa holding.
Dal 2005 al 2011 i punti vendita ad insegna Sma sono stati gradualmente rinominati Simply Market, che divenne il marchio internazionale dei supermercati del gruppo Auchan. Pertanto il marchio SMA smette di essere utilizzato nel 2011.

## Formati di vendita
Dalla nascita fino agli anni novanta, l'insegna si articolava con un unico formato, quello dei supermercati ma dagli anni novanta inizia ad articolarsi in formati diversi, ciascuno con una propria insegna:
- SMA;
- SMA Centro Freschezza;
- SMA SuperStore;
- SMA SuperDiscount;
- SMA Cityper;
- SMA CittàMercato.

Queste erano le insegne di vendita SMA prima del passaggio alle insegne Simply Market:
- Sma identificava i supermercati da 600 fino a circa 2.500 m2. Nel nord Italia gran parte dei supermercati Sma erano originariamente supermercati ad insegna Colmark (Lombardia, Veneto, Friuli, Romagna e Piemonte) e Vivo (in Veneto).
- Punto Sma e La Bottega Sma identificavano le superette del gruppo (da 300 a 600 m2 la prima, sotto i 300 m2 la seconda). Vennero sostituite da Punto Simply e da La Bottega (senza indicazione SMA)
- Cityper Sma  identificava le grandi superfici del gruppo comprese tra 2000 e 5500 m2 (oltre diventano "Auchan"). Il marchio venne adottato la prima volta nel 1995 e serviva poi per ribattezzare i precedenti Sma Superstore, gli Ipercolmark e gli ipermercati Formula, Gair e IperVivo acquisiti da una piccola catena veneta. Questo marchio venne sostituito da Ipersimply Market.

## Loghi

1961-1980
1980-1990
1990-2000
2000-2010